# Clint Jones
Clinton „Clint“ Jones (* 5. Oktober 1984 in Monroe, Wisconsin) ist ein ehemaliger US-amerikanischer Skispringer.

## Werdegang
Clint Jones wuchs in Steamboat Springs auf und stand im Alter von zwei Jahren das erste Mal auf Skiern. Über seinen Bruder Robbie kam er als Fünfjähriger zum Skispringen und wurde in dieser Disziplin im Jahre 1999 der jüngste amerikanische Meister der Geschichte. Am 26. Februar 2000 startete Jones erstmals im Weltcup und verpasste als 32. seine ersten Punkte nur knapp. Ende November 2001 holte er mit dem neunten Platz in Kuopio das beste Weltcup-Ergebnis seiner Karriere. Bei den Weltmeisterschaften 2001 im finnischen Lahti wurde er 38. von der Groß- und 37. von der Normalschanze. Zwei Jahre später erreichte er bei den Weltmeisterschaften 2003 im italienischen Predazzo wurde er von der Normalschanze 32. und erreichte von der Großschanze den 40. Platz.
Am 2. Januar 2002 gewann Jones das Continental-Cup-Springen am Bergisel in Innsbruck. Bei den Junioren-Weltmeisterschaften 2002 in Schonach im Schwarzwald wurde er im Einzelwettbewerb Siebter. Nach dem zweiten Platz in der Gesamtwertung des Sommer-Grand-Prix 2002, feierte Jones Ende September einen Doppelsieg beim Continental Cup in Park City. Bei der Skiflug-Weltmeisterschaft 2002 im tschechischen Harrachov belegte er den 38. Platz. Zwei Jahre später erreichte er bei der Skiflug-Weltmeisterschaft 2004 im slowenischen Planica mit Rang 22 den zweiten Durchgang. Bei den Weltmeisterschaften 2005 in Oberstdorf erreichte er auf der Normalschanze den 32. Platz.
Insgesamt nahm er zweimal an Olympischen Winterspielen teil. Weder 2002 in Salt Lake City, noch 2006 in Turin erreichte er den zweiten Wertungsdurchgang und belegte die Plätze 42 (2002) und 47 (2006). Mit der US-Mannschaft wurde er in Salt Lake City Elfter und in Turin 14.
Zusammen mit Alan Alborn bildete er jahrelang ein Zwei-Mann-Weltcupteam, bis dieser 2007 seine Karriere beendete. Da der US-Skiverband daraufhin die finanziellen Zuwendungen an das Team einstellte, musste Jones seine Karriere ebenfalls beenden.
Er war Cheftrainer und später Teamdirektor der US-amerikanischen Skisprungmannschaft.

## Erfolge

### Weltcup-Platzierungen
| Saison  | Platz | Punkte |
| ------- | ----- | ------ |
| 2001/02 | 47.   | 55     |
| 2002/03 | 50.   | 44     |
| 2003/04 | 53.   | 25     |
| 2004/05 | 67.   | 15     |

### Sommer-Grand-Prix-Platzierungen
| Saison | Platz | Punkte |
| ------ | ----- | ------ |
| 2002   | 02.   | 354    |
| 2004   | 44.   | 016    |
| 2005   | 36.   | 036    |

### Continental-Cup-Siege
| Nr. | Datum              | Ort       | Typ         |
| --- | ------------------ | --------- | ----------- |
| 1.  | 2. Januar 2002     | Innsbruck | Großschanze |
| 2.  | 28. September 2002 | Park City | Großschanze |
| 3.  | 29. September 2002 | Park City | Großschanze |

### Continental-Cup-Platzierungen
| Saison  | Platz | Punkte |
| ------- | ----- | ------ |
| 2001/02 | 028.  | 318    |
| 2002/03 | 149.  | 020    |
| 2004/05 | 131.  | 011    |
| 2005/06 | 093.  | 028    |
| 2006/07 | 053.  | 108    |